# Luigi Asioli (cantante)
Luigi Asioli (Correggio, 1º gennaio 1778 – Londra, 17 novembre 1815) è stato un cantante e compositore italiano.

## Biografia
Luigi Asioli nacque a Correggio da Quirino e Benedetta Giovanelli in una nota famiglia di artisti: terzo figlio maschio, ebbe per fratelli Giovanni, suonatore d'organo e suo primo precettore, Bonifazio, musicista, e Giuseppe, incisore - il cui figlio Luigi junior (1817-1877) sarà un acclamato pittore.
Dotato di un ingegno perspicace, ebbe fin da bambino inclinazione particolare per la musica, tanto che già all'età di otto anni soleva comporre canzoni che certi suoi amici usavano cantare di sera per le vie di Correggio. Emulando il fratello Bonifazio compose già in età giovanissima diverse Messe che furono eseguite a Correggio con plauso universale: fra di esse una Messa a quattro voci con strumenti composta per la festività di San Sebastiano e il cui manoscritto si conserva nella Biblioteca Estense di Modena (Mus. C. 346). Sempre a Correggio fondò e diresse con successo una Banda civica dei primi cittadini, tuttora attiva. A Parma, teatro dei primi successi di Bonifazio, si esibì in difficili esecuzioni di pianoforte per una ristretta platea raccolta dal conte Balestrieri, ammiratore degli Asioli.
Dotato di notevoli capacità come clavicembalista e cantante e animato dai successi ottenuti, andò a Napoli dietro invito del conte Antonio Micheroux, Ministro della Corona che aveva frequentato Modena e Parma. Da Napoli seguì il Micheroux a Palermo, dove il conte si era rifugiato dopo l'apparizione in Italia degli eserciti Francesi. A Palermo ottenne una vasta popolarità a cui contribuivano la voce limpida e la capacità compositiva e nel 1804 aderì all'invito di trasfersi a Londra al seguito di Lady Berveley, sua ammiratrice. Lì stabilitosi definitivamente, l'Asioli aprì una scuola di canto frequentatissima da giovani dell'aristocrazia inglese fra cui una Principessa del Galles, due nipoti di Wellington e i Conti di Sant'Antonio.
Nel periodo londinese l'Asioli compose e diede alle stampe molta musica in particolare di genere vocale (duetti, quartetti, arie, canzonette con accompagnamento di pianoforte) che veniva eseguita dai suoi allievi. Ritornato per breve tempo a Correggio nel 1814 si recò nuovamente a Londra dove morì il 17 novembre 1815 ucciso da una «sincope tremenda» mentre si trovava in compagnia di alcuni amici.

## Opere conosciute
Oltre a molta musica religiosa, scritta soprattutto nel periodo della sua permanenza a Correggio, secondo il Tiraboschi Luigi Asioli lasciò 24 opere conosciute in Italia, fra le quali una Suonata per pianoforte dedicata alla Contessa Beverley, Sei duetti dedicati a Miss Howard, una Suonata a quattro mani dedicata a Miss Sompson, Due cavatine, un'aria ed una cantata dedicate a S.A.R. la Duchessa di York, Tre arie italiane dedicate a S.A.R. il Duca di Cambridge, L'Oracolo, ballo per il teatro di Correggio, un Concerto per violino.